# Бёрк и Хэр (фильм, 1971)
«Бёрк и Хэр» (англ. Burke & Hare) — британский фильм ужасов 1971 года. В сюжете использована реальная история — серия из 17 убийств, совершённых в Эдинбурге ирландскими эмигрантами Уильямом Бёрком (англ. William Burke) и Уильямом Хэром (англ. William Hare) и получившая название Уэст-портские убийства.

## Сюжет
Два эмигранта, Бёрк и Хэр решают заработать денег и продают тела умерших обитателей богаделен Эдинбурга доктору Ноксу в колледж хирургов. Когда поток трупов начинает иссякать, Бёрк и Хэр решаются на убийство, в чём им помогают их жёны. Одним из убитых становится нищий, которого двое сообщников убивают на улице. Увидев труп, доктор Нокс начинает подозревать Бёрка и Хэра в убийствах, так как тем же утром Нокс видел нищего живым. Но не только у доктора возникают подозрения, по следу Бёрка и Хэра уже идёт полиция.

## В ролях
- Деррен Несбитт — Бёрк
- Гарри Эндрюс — доктор Нокс
- Глинн Эдвардс — Хэр
- Ютта Джойс — миссис Хэр
- Франсуаза Паскаль — Мари
- Ютта Стэнгард — Джанет
- Робин Хоудон — лорд Ангус Макфи
- Алан Такер — Арбутнот
- Ди Шэндирей — миссис Бёрк
- Джоан Кэрол — госпожа Томпсон
- Пол Гривз — Фергюсон
- Дэвид Пью — Дафт Джейми
- Джеймс Хейтер — доктор Селби
- Томас Хиткоут — Патерсон
- Дункан Ламонт — доктор Сэйнт

## Ремейк
- В 2010 году по мотивам этой истории режиссёром Джоном Лэндисом была снята комедия «Руки-ноги за любовь», основанная на тех же реальных событиях, но выполненная в стилистике чёрного юмора[1].